# واتسلاو بینووتس
واتسلاو بینووِتس (چکی: Václav Binovec; ۱۲ سپتامبر ۱۸۹۲ – ۲۹ فوریهٔ ۱۹۷۶) کارگردان، فیلمنامه‌نویس و بازیگر اهل چکسلواکی بود.